# A Reunião Geral dos Ratos

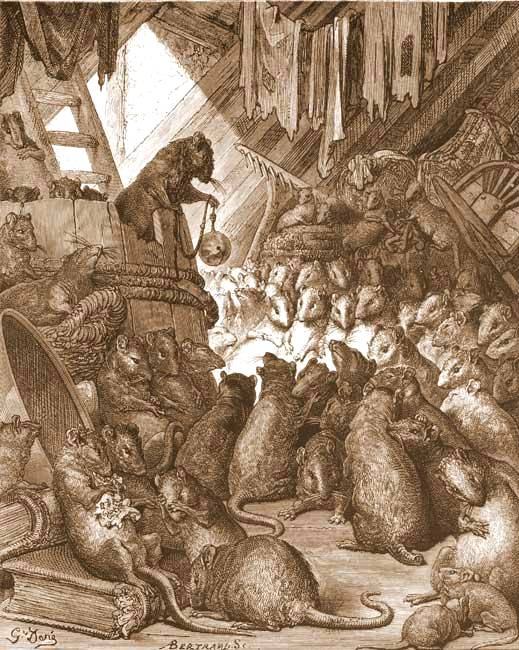
Ilustração.

A Reunião Geral dos Ratos é uma fábula atribuída a Esopo e recontada por La Fontaine.

## A fábula
Relata que uma vez os ratos, que viviam com medo de um gato, resolveram fazer uma reunião para encontrar um jeito de acabar com aquele transtorno. Muitos planos foram discutidos e abandonados. No fim, um rato jovem levantou-se e deu a ideia de pendurar uma sineta no pescoço do gato; assim, sempre que o gato chegasse perto eles ouviriam a sineta e poderiam fugir correndo. Todo mundo bateu palmas, o problema estava resolvido. Vendo aquilo, um rato velho que tinha ficado o tempo todo calado levantou-se do seu canto e falou que o plano era muito inteligente, que com toda certeza as preocupações deles tinham chegado ao fim. Só faltava uma coisa: quem iria pendurar a sineta no pescoço do gato?

## Moral
- Falar é uma coisa, fazer é outra.
- Não basta apenas ter idéias e planejar, mas a execução é fundamental para se atingir os objetivos.
- A ideia nunca será de quem tem, mas de quem a coloca em prática. Pois, sempre será o mais difícil.
- Tudo o que é pensar é fácil, mas tudo o que é executar é difícil